# Lessing-Gymnasium

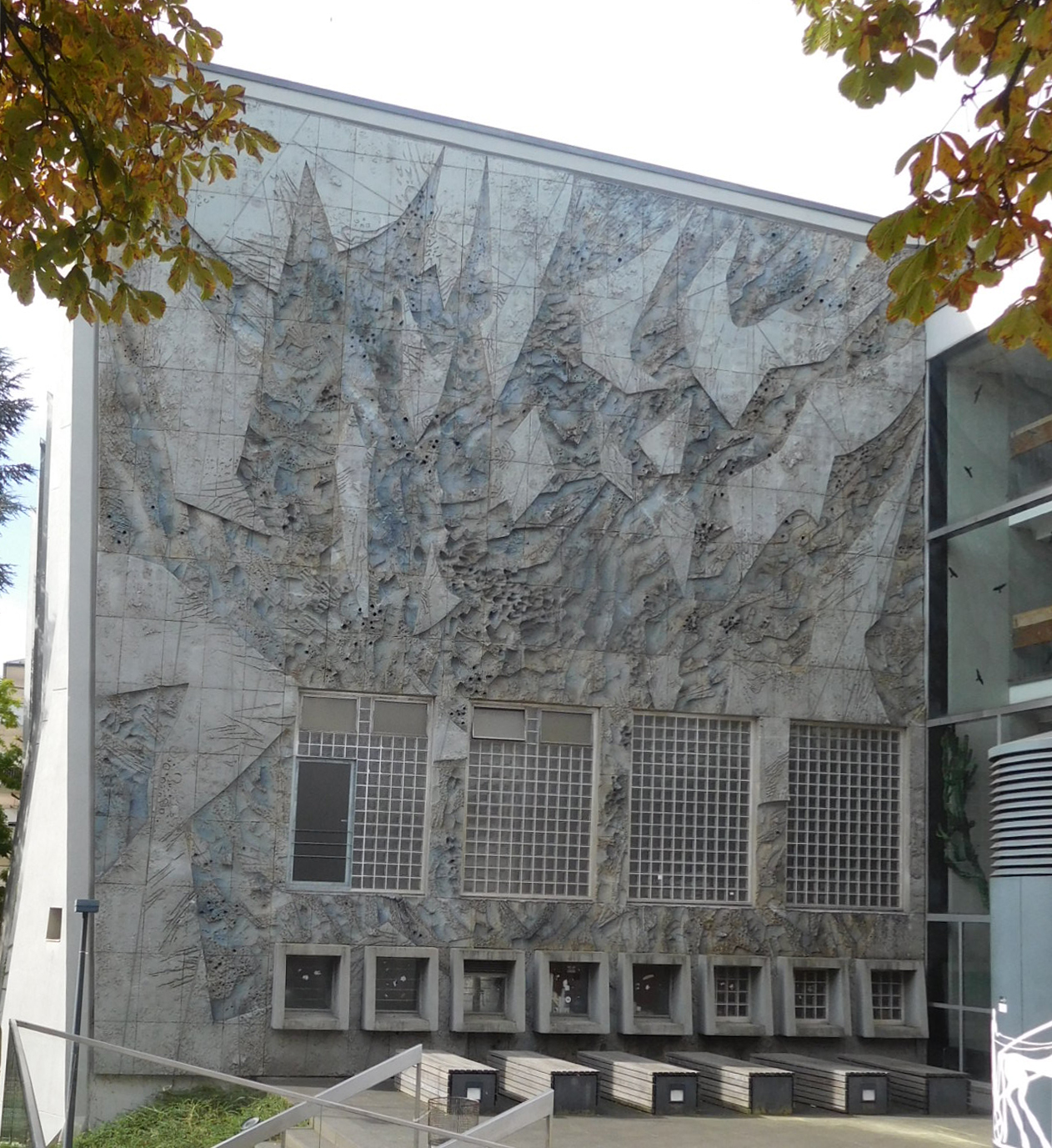
Il bassolilievo di Ferdinand Lammeyer, Aufbruch, sulla facciata della sede attuale

Il Lessing-Gymnasium è un liceo classico (humanistisches Gymnasium) di Francoforte sul Meno, intitolato al letterato Gotthold Ephraim Lessing (1729–1781). È la più antica scuola di Francoforte e conta circa 800 allievi.

## Storia
Nel 1520 il Consiglio della Città libera di Francoforte deliberò l'istituzione di una Lateinschule ("scuola latina") pubblica e la affidò a Wilhelm Nesen, che già insegnava privatamente latino ai figli dei patrizi più eminenti della città.
Nel 1537 fu definitivamente fondato il Gymnasium Francofurtanum, che ricevette una Schulordnung ("ordinamento scolastico") e nel 1542 anche una nuova sede nel Barfüßerkloster ("convento degli scalzi"), dove rimase fino al 1838. Dal 1549 la scuola era divisa in quattro classi.
Fino all'abolizione della città libera di Francoforte la scuola aveva esclusivamente professori ed allievi luterani. Con la legge sull'istruzione del 1812 il nuovo sovrano, il granduca Karl Theodor von Dalberg, dispose che il ginnasio francofortese fosse aperto a tutte le confessioni. Conseguentemente gli ebrei emancipati, i cattolici e i riformati ottennero l'accesso al ginnasio, che era stato ribattezzato Großherzogliches Gymnasium ("ginnasio granducale"). Il ginnasio fu posto sotto la vigilanza dello stato e i professori divennero dipendenti pubblici, con i conseguenti obblighi.
Nel 1839 il pericolante Barfüßerkloster venne demolito e la scuola fu trasferita nella Arnsburger Hof, nella Predigergasse. Ma il vecchio e tortuoso edificio non era adatto all'attività scolastica. Ne derivò un ulteriore trasloco nel 1876. La città nel 1873 aveva acquisito un edificio costruito dalla Polytechnische Gesellschaft ("Società politecnica") sulla Neuen Rothofstraße all'angolo con la Junghofstraße e lo aveva adattato per ospitare il ginnasio. 
Mentre nei primi 350 anni di storia della scuola il numero degli allievi era oscillato fra i cento e i duecento, dopo il 1868 esso era cresciuto velocemente. Così nel 1886 il ginnasio contava 744 studenti, i quali disponevano di diciotto aule scolastiche, dei due laboratori di fisica e di scienze naturali, dell'aula per le lezioni di religione cattolica, dell'aula di canto e di quella di disegno, nonché di una piccola palestra.
In considerazione del numero di allievi in continuo aumento, nel 1897 l'istituto venne suddiviso in due:
- Il Goethe-Gymnasium fu organizzato secondo la riforma scolastica francofortese del 1886 e fu trasferito in un nuovo edificio sulla Bahnstraße, mentre il
- Lessing-Gymnasium rimaneva nella vecchia sede sulla Junghofstraße e continuava la tradizione del ginnasio umanistico. Esso conservò anche la biblioteca e l'archivio dello Städtischen Gymnasiums ("ginnasio civico") di cui viene considerato il successore.

Nel 1902 il Lessing-Gymnasium si trasferì sulla Hansaallee in un edificio in stile neogotico con un'aula in cui, fino al 1933, venivano rappresentati i drammi greci in lingua originale. 
Nel 1944 questo edificio fu duramente colpito durante un bombardamento aereo e gli studenti furono sfollati a Bad Marienberg nel Westerwald.
La sede attuale fu costruita fra il 1967 e il 1968. 
Lo scultore francofortese Ferdinand Lammeyer realizzò per l'edificio il rilievo in ceramica Partenza. Le piastrelle di argilla lavorata a mano e verniciata occupano una superficie di 13 × 10 m e rappresentano tre figure in marcia.

## Oggi
Al Lessing-Gymnasium il latino è la prima lingua straniera, mentre l'inglese è la seconda: entrambe si studiano già dal primo anno (Sexta). Fino alla fine del Novecento il greco era obbligatorio, adesso è alternativo al francese come terza lingua, che si studia a partire dalla quarta ginnasio (Untertertia). Nell'anno scolastico 2006/07 il greco era scelto da cinque studenti, nell'anno 2007/08 da dodici.
Il ginnasio si segnala anche per le sue orchestre e cori. Infatti c'è un'orchestra per le classi inferiori, una per le classi intermedie e una per le ultime classi.
Ci sono poi tre cori, uno per il primo anno, uno per i successivi due, e uno per gli studenti di tutte le altre classi. Oltre ai tradizionali concerti scolastici, che si tengono nell'aula magna della scuola, i cori si esibiscono occasionalmente anche in teatri pubblici, come nel 2002 all'Opera di Francoforte in occasione della prima dell'opera per bambini Dr. Popels fiese Falle di Moritz Eggert.